# Куда уходят сказки
«Куда уходят сказки» (лит. Kur iškeliauja pasakos) — советский художественный фильм 1973 года, снятый режиссёром Альгирдасом Даусой на Литовской киностудии. Экранизация повести Леонидаса Яцинявичюса «Щавелевое поле».
Премьера фильма состоялась 24 марта 1975 года. Фильм посмотрели 5,3 млн зрителей.

## Сюжет
Гедминас, Эдмундас, Арнас и Ирма обитали на старой барже и создали свой уникальный мир. Со временем каждый из них стал меняться, особенно отношение к Ирме. Гедиминас, уверенный в себе парень, стал конфликтовать с Ирмой из-за своего эгоизма. Ирма же стремится к новым впечатлениям, игнорируя детские увлечения. Их дружба испытана разлукой, а романтическая баржа, где они жили, разрушена.

## В ролях
- Альгис Кибартас (дублировал Гелий Сысоев) — Гядиминас
- Ингрида Килшаускайте (дублировала Галина Чигинская) — Ирма
- Сигитас Рачкис (дублировал Юрий Соловьёв) — Эдмундас
- Арунас Сторпирштис (дублировал Александр Липов) — Арнас
- Альгирдас Шемешкявичюс — Гелажюс
- Йонас Пакулис — Шурка
- Витаутас Румшас — Вацис
- Викторас Валашинас — Рокас
- Гражина Урбонайте — мать Гядиминаса

## Съёмочная группа
- Сценарист: Леонидас Яцинявичюс
- Режиссёр: Альгирдас Дауса
- Оператор: Йонас Томашявичюс
- Художник: Филомена Вайтекунене
- Текст песни: Юстинас Марцинкявичюс
- Композитор: Феликсас Байорас
- Звукорежиссёр: Стасис Вилькявичюс

В фильме звучит музыка в исполнении Оркестра под управлением Антонаса Кончюса.
Фильм был дублирован на киностудии «Ленфильм».
- Режиссёр дубляжа: Александр Абрамов
- Звукорежиссёр: Григорий Эльберт